# Guerra Kree-Skrull
La guerra Kree-Skrull (The Kree-Skrull War) è una saga a fumetti dei Vendicatori, scritta da Roy Thomas, disegnata da Sal Buscema, Neal Adams e John Buscema e inchiostrata da Tom Palmer, pubblicata dalla Marvel Comics. La Guerra Kree-Skrull fu una storia notevole per quel periodo dei fumetti Marvel per la trama ad ampio respiro che include elementi di Space Opera, un grande cast di personaggi e l'inizio della storia d'amore tra Scarlet Witch e la Visione, che fu un tema ricorrente nei Vendicatori. La Guerra Kree-Skrull è considerata da molti critici come l'apice della gestione di Thomas e Buscema sulla serie dei Vendicatori.

## Trama

### Il guerriero Kree
Una notte Mar-Vell incontra Visione, Scarlet e Quicksilver, che gli dicono che è in pericolo e lo invitano a seguirli. Il Kree non crede ai Vendicatori e quando questi cercano di costringerlo ad andare con loro, si ribella e riesce a fuggire. Viene però stordito da Rick Jones e consegnato privo di sensi ai Vendicatori, che lo caricano sul loro Quinjet e si allontanano. Mar-Vell viene condotto al Cape Kennedy Hospital dal Dottor Donaldson, che lo sottopone a un processo di decontaminazione attraverso nega-radiazioni per salvare sia lui che la terra.
In un flashback Rick ricorda quando, tempo prima, mentre stava tenendo un concerto in un locale, fu colpito da un fortissimo mal di testa causato proprio da Mar-Vell che, dalla Zona Negativa, voleva entrare in contatto telepatico con lui. Il Guerriero Kree gli inviò nella mente l'immagine di un tormentato Reed Richards nella Zona Negativa spiegando di aver assistito, di nascosto, allo scontro tra Mr. Fantastic e Annihilus e alla fuga dell'eroe attraverso un portale di energia. Mar-Vell chiese poi a Rick di recarsi alla sede dei Fantastici Quattro per trovare il modo di riaprire il portale e consentirgli di lasciare la Zona Negativa. Giunto presso il Baxter Building, utilizzando gli aggeggi dorati che indossava ai polsi, Rick scambiò atomi con Mar-Vell: di conseguenza Rick finì nella Zona Negativa e il Guerriero Kree si materializzò di fronte al Baxter Building. Mar-Vell riuscì a penetrare nella sede dei Fantastici Quattro ma essi non si trovavano lì; erano infatti a Whisper Hill, alla residenza di Agatha Harkness, mentre altri Vendicatori stavano dando la caccia Psyklop. Visione era rimasto invece di guardia: si accorse dell'allarme al Baxter Building e inviò Scarlet e Quicksilver a risolvere la questione. Prima che i Vendicatori potessero fermarlo, Mar-Vell riuscì nel suo intento e Rick si tuffò nel portale, finendo anch'egli alla sede dei Fantastici Quattro. Rick però sapeva di non avere attraversato il portale da solo, qualcuno, che lo spiava nella Zona Negativa, lo aveva seguito: era Annihilus, che essendo riuscito ad andarsene dalla Zona Negativa, voleva soggiogare la terra.
I poteri di Scarlet e Quicksilver si rivelarono inefficaci contro l'extraterrestre. Visione ordinò allora a Rick di riaprire il portale verso la Zona Negativa. Annihilus si aggrappò a Visione per trascinarlo con sé ma, grazie alla capacità di rendersi immateriale, Visione riuscì a liberarsi e Annihilus fu risucchiato da solo. Nel tentativo di raggiungere Cape Kennedy Mar-Vell rubò il QuinJet ma rimase senza carburante prima di raggiungere l'obiettivo. Nel frattempo i Vendicatori scoprirono che il Guerriero Kree aveva assorbito delle radiazioni nella Zona Negativa e che se non lo avessero sottoposto presto a un processo di decontaminazione non solo Mar-Vell sarebbe morto ma l'intera terra avrebbe potuto essere distrutta. Ecco perché i Vendicatori lo hanno catturato e portato dal Dottor Donaldson.
Utilizzando anche l'energia solare contenuta nel corpo di Visione, gli scienziati riescono ad assorbire le radiazioni di Mar-Vell ma lui e Visione rimangono incoscienti.
Contemporaneamente, nella galassia Kree, Ronan l'accusatore riesce a prendere il potere e risveglia il Sentry (Kree) Intergalattico 459 custodito a Cape Kennedy perché uccida Mar-Vell.

### Il giorno del giudizio
I Vendicatori non riescono a fermare l'androide Kree ma, prima di uccidere Mar-Vell, il Sentry riceve nuovi ordini: prende Mar-Vell e scompare lasciando i Vendicatori inermi con la minaccia dell'attuazione di un misterioso piano Atavus.
In un altro flashback Rick racconta di come in epoca preistorica una colonia di umani avesse ricevuto in dono dai Kree un intelletto superiore e fosse riuscita a costruire una città futuristica sull'isola di Attilan, dove il Sentry si recava regolarmente per un check-up millenario. Dopo aver dormito per milioni di anni, il Sentry si scontrò con i Fantastici Quattro, che riuscirono a sconfiggere sia lui sia Ronan l'accusatore. Allora Mar-Vell fu mandato sulla terra per verificare la situazione e, in caso di eccessiva pericolosità degli umani, distruggere il pianeta. Dopo alcuni mesi trascorsi a spiare, durante i quali affrontò anche Super-Skrull, Mar-Vell fu conquistato dai terrestri e decise di liberarsi del suo retaggio Kree e diventare umano egli stesso. Dopo la morte della sua ragazza, Una, Mar-Vell tornò su Kree e l'Intelligenza Suprema gli restituì i suoi gradi, gli diede un nuovo costume e lo rimandò sulla terra. Il Guerriero finì però nella Zona Negativa, da dove riuscì a stabilire lo scambio d'atomi con Rick.
Appena giunti a New York, i Vendicatori ricevono un messaggio da Golia (Clint Barton), che li informa di essere diretto in Alaska in soccorso di Wasp e Calabrone e li invita a raggiungerlo. I Vendicatori partono subito.
Arrivato in Alaska Golia trova Janet in lacrime. La donna spiega che mentre lei e suo marito stavano indagando sulla scomparsa di una nave, hanno trovato una giungla nel mezzo dei ghiacci. I due si stavano dirigendo verso la giungla a cavallo di una libellula di ben 30 cm di lunghezza, quando qualcosa è andato storto. Janet ha cominciato a sentirsi male e Hank, che sembrava aver capito cosa stesse succedendo, l'ha tramortita e rispedita alla base tramite la libellula. Da allora la donna ha perso le tracce del marito.
Golia si reca nella fantomatica giungla ma viene fatto prigioniero da Ronan e il Sentry. Proprio in quel momento sopraggiungono anche Janet, Rick, Visione, Scarlet e Quicksilver. Gli eroi vengono attaccati dal Sentry e da Golia, che è sotto il controllo dell'androide. Nel frattempo Ronan spiega a Mar-Vell il piano Atavus: gli umani sono diventati troppo pericolosi e minacciano la supremazia Kree, quindi attraverso gli evo-raggi Ronan farà regredire lo stato evolutivo della terra e dei suoi abitanti fino al periodo della prima colonizzazione. Il primo esempio del potere degli evo-raggi è Calabrone, che è stato fatto regredire mentalmente e fisicamente allo stato animalesco degli uomini primitivi. Hank sta per uccidere Wasp, che è a terra priva di sensi, ma rimane colpito dalla bellezza e dalla fragilità della donna e la porta via con sé.
I Vendicatori riescono a bloccare il Sentry, ma solo per il tempo necessario a Visione per colpire Golia: il suo pugno evanescente penetra all'interno del corpo del gigante e lì si solidifica causando dolore e forse anche la morte. Il Sentry ha però studiato a fondo i poteri dei supereroi, riesce a liberarsi e a neutralizzare sia Visione che Scarlet. Quicksilver e Rick sono costretti ad abbandonare i compagni e a fuggire per salvarsi.
In prigionia, Scarlet confessa a Visione di essere innamorata di lui, ma l'androide rifiuta tali sentimenti, affermando di essere solo la copia di un uomo. Sempre l'amore impedisce a Wasp di rimpicciolirsi e volare via lasciando il mutato Hank. L'uomo, sebbene nella sua nuova condizione primitiva, conserva dei sentimenti per la donna, che lo spingono a combattere con gli altri uomini regrediti per difenderla.
Nel frattempo, Ronan, sempre più esaltato, rivela a Mar-Vell l'ultima parte del suo piano: aggiungendo uno strumento all'evo-raggio ridurrà tutta l'umanità a un'ameba!
In quel momento Quicksilver e Rick giungono alla cittadella del nemico: mentre Quicksilver distrae il Sentry, Rick usa l'uni-raggio di Mar-Vell per colpire il pannello di controllo della cittadella. Saltato il pannello, la giungla è destinata a ritornare una distesa di ghiaccio.
Proprio quando Ronan sta contemplando la sua disfatta riceve un messaggio dalla sua galassia che lo informa che gli Skrull hanno mosso guerra contro i Kree. Ronan si precipita in soccorso del suo popolo e scompare, lasciando il Sentry senza ordini: mentre cerca di alimentare la cittadella con la propria energia, l'androide collassa. I vendicatori recuperano Wasp e Hank, che è tornato normale, e tutti gli altri uomini che erano stati trasformati in primitivi e si mettono in salvo.
Quando i superstiti diffondono la notizia dello scontro tra i Vendicatori e gli invasori Kree, sul pianeta si sparge il panico e le autorità sembrano voler scatenare la caccia all'alieno, a partire da Mar-Vell.

### L'opinione pubblica contro i Vendicatori
Alla base Quicksilver, Visione, Golia e Scarlet discutono sul da farsi e Mar-Vell valuta se consegnarsi alle autorità o addirittura ritornare sul suo pianeta per aiutare il suo popolo nella guerra contro gli Skrull e a liberarsi dal giogo di Ronan. Proprio in quel momento gli eroi si accorgono che un elicottero sta per schiantarsi contro la loro base: Mar-Vell e Visione intervengono appena in tempo e riescono ad attutire lo scontro. A bordo dell'elicottero trovano Carol Danvers, che si stava recando alla base dei Vendicatori per offrire a Mar-Vell un luogo sicuro in cui ripararsi e riposarsi. La base però è tenuta sotto osservazione dagli aerei dello S.H.I.E.L.D. inviati da Craddock, Presidente della Commissione sulle Attività Aliene. Nick Fury, che è a capo dell'operazione, decide di lasciare fuggire il QuinJet con a bordo Carol e Capitan Mar-Vell, nella speranza che il clima di fanatismo si stemperi prima di causare tragedie.
Quicksilver, Scarlet, Golia e Visione, ormai circondati dall'odio popolare, vengono convocati in tribunale dalla Commissione sulle Attività Aliene per rendere conto di quanto accaduto nel nord. Alla seduta partecipano anche i Fantastici Quattro, che per primi avevano incontrato i Kree.
I primi a parlare sono i tecnici: pur ammettendo di essere stati salvati dai Vendicatori, mettono in dubbio la loro buona fede nell'aver voluto sottacere gli eventi e nel proteggere Mar-Vell. Viene poi il turno dei Fantastici Quattro: mentre Mr. Fantastic manifesta la sua fiducia nei supereroi, la Cosa è molto polemico in primo luogo perché non conosce questi “nuovi” Vendicatori e in secondo luogo perché non avrebbero dovuto far fuggire il Guerriero Kree.
La seduta viene interrotta da Rick che lascia precipitosamente l'aula: si è infatti ricordato di un sogno fatto la notte precedente in cui ha visto Mar-Vell giungere alla fattoria di cui aveva parlato Carol ed essere fatto prigioniero da una creatura misteriosa. Craddock ordina di ritrovare il ragazzo e aggiorna la seduta al giorno seguente.
I Vendicatori tornano alla base e scoprono che la folla è riuscita ad entrarvi e a distruggere tutto. Mentre stanno valutando i danni insieme a Jarvis, vengono raggiunti da Iron Man, Thor e Capitan America, che li rimproverano per aver protetto Mar-Vell. Infine, per evitare che il gruppo venga trascinato nel fango, in base alle leggi dello statuto, i tre Vendicatori “storici” lo dichiarano sciolto.

### Gli Skrull ingannano i Vendicatori
Qualche tempo dopo, Visione irrompe nella base dei Vendicatori chiedendo aiuto e perde i sensi. Alla base inizialmente si trovano Thor, Iron Man e Capitan America, che vengono raggiunti da Henry Pym sotto le spoglie di Ant-Man, uno dei Vendicatori originari.. Nel tentativo di capire che cosa sia successo all'androide e perché non riesca a riprendersi, Ant-Man penetra nel suo corpo attraverso la bocca. Dopo aver superato le difese immunitarie all'ingresso della faringe di Visione, Ant-Man punta verso il cervello artificiale ma è risucchiato verso il torace, dove si trovano delle sfere che controllano la massa e la densità dell'androide: quando una di queste scoppia sul braccio di Ant-Man, la sua mano diventa intangibile. L'eroe è distratto e non si accorge che alle sue spalle delle piastrine fatte di metallo fosforescente cominciano ad aderire al suo corpo come magneti. Per evitare di essere soffocato, Pym si getta tra le sfere che rendono intangibile tutto il suo corpo: in questo modo riesce non solo a liberarsi dalle piastrine ma anche ad entrare nel tubo che lo porta al cervello di Visione. Lì trova un cavo staccato e riesce facilmente a risolvere il problema rimettendo in moto il cervello. Infine, attraverso prima le cavità nasali e poi la bocca Ant-Man esce dal corpo dell'androide. Avendo terminato la missione, l'ex-Vendicatore saluta gli amici e torna alle sue ricerche.
Visione si risveglia e si confronta con Thor, Iron Man e Capitan America: scopre che coloro che hanno sciolto i Vendicatori non sono i veri supereroi ma delle copie. Racconta quindi come i suoi amici Quicksilver e Scarlet, che insieme a lui e a Golia si erano recati alla fattoria dove avrebbero dovuto trovare Carol e Mar-Vell, siano stati fatti prigionieri da Torcia Umana, Mr. Fantastic e la Cosa. Carol e Mar-Vell sono in realtà stati catturati dagli Skrull, che sono in grado di mutare forma per assumere un aspetto terrestre e che, con le sembianze dei componenti maschili dei Fantastici Quattro, hanno preso anche Golia e Rick. Mentre gli Skrull, sempre con lo stesso aspetto, combattono contro Iron Man, Thor e Capitan America, Mar-Vell riesce a liberarsi e cerca di costruire un proiettore omni-onda per inviare un messaggio nell'iperspazio e avvisare i Kree che gli Skrull sono giunti anche sulla Terra. Il Guerriero, però, distrugge il proiettore subito dopo averlo terminato; si è infatti accorto di non essere accanto alla vera Carol ma al Super-Skrull, che ha assunto le sembianze della donna proprio per impadronirsi del proiettore e utilizzarlo come arma.
Il Super-Skrull tramortisce Mar-Vell e si prepara a decollare con l'astronave portando con sé Quicksilver, Scarlet e il guerriero Kree. Mentre a terra il combattimento tra Skrull e Vendicatori prosegue, Golia cerca di bloccare l'astronave ma all'improvviso rimpicciolisce perché l'effetto del siero della crescita di Pym si è esaurito. L'astronave si allontana e si lascia alle spalle i Vendicatori, provati nel corpo e nello spirito, e i tre Skrull, che vengono fatti prigionieri.

### Odissea nello spazio
Mentre i Vendicatori espongono la situazione ai veri Fantastici Quattro, Visione raggiunge l'astronave del Super-Skrull, che si dirige alla città di Attilan per uccidere gli Inumani: nonostante i poteri di Visione non riescano a bloccare il mostro, una misteriosa sfera nera di energia protegge la città dall'attacco. Il Super-Skrull decide di non sprecare altro tempo sulla Terra e di tornare nella sua galassia con i tre prigionieri. Sapendo di non potersi opporre al mostro qualora questi assumesse forma e poteri dei Fantastici Quattro, Visione rinuncia a ogni tentativo di liberare i compagni e abbandona l'astronave.
Quando giunge a Throneworld, capitale del pianeta Skrullos, il Super-Skrull viene attaccato per ordine l'imperatore Dorrek, che vede nei poteri dell'esule una possibile minaccia. L'essere è imprigionato in una sfera di energia che blocca ogni suo tentativo di liberarsi. Alla fine il Super-Skrull cerca di usare la fiamma-nova della Torcia Umana ma l'espediente si ritorce contro di lui: le fiamme si trasformano in fumo non appena toccano la sfera e lo soffocano. L'intero scontro è osservato dall'imperatore, che cerca di spiegare alla figlia Anelle l'importanza, per chi detiene il potere, di cancellare tutti coloro che potrebbero un giorno strapparglielo, inclusi i vecchi alleati.
Mar-Vell, Quicksilver e Scarlet vengono trasportati al cospetto di Dorrek. Costui vuole strappare al guerriero Kree tutto ciò che sa dell'omni-onda ma non lo può torturare, a causa della Convenzione di Fornax sui prigionieri di guerra. Tale convenzione non vale però per i terrestri: per costringere Mar-Vell a parlare, Dorrek trasporta i due Vendicatori, attraverso un portale, in una sfera di energia, dove una creatura mostruosa cerca di ucciderli. Anelle è sconvolta dalla crudeltà del padre: la giovane avrebbe voluto liberare i prigionieri e lasciarli tornare al proprio pianeta. Nel tentativo di bloccare la creatura, Quicksilver comincia a correre a velocità ultrasonica, creando un forte mulinello che trascina con sé sia il mostro sia la fauna umanoide presente nella sfera. Ogni volta che gli esemplari della fauna colpiscono la creatura, però, il loro numero si triplica e ben presto Pietro e Wanda si trovano schiacciati e cominciano a soffocare. Nonostante Mar-Vell sappia che rivelare allo Skrull i segreti dell'omni-onda vorrebbe dire condannare a morte milioni di persone, il guerriero non può sopportare di vedere i suoi amici morire e cede al ricatto di Dorrek.

### In soccorso degli Inumani
Sulla Terra, in un centro di ricerca del governo situato sotto a New York, il sindaco Craddock sottopone i tre uomini salvati dai Vendicatori dalle grinfie di Ronan e del Sentry a una serie di esperimenti per testare la sua invenzione: una macchina in grado di individuare i Kree mascherati da umani nonché gli umani che sono stati alterati dai Kree. Forte della sentenza del tribunale, che ha condannato gli eroi, Craddock attacca la base dei Vendicatori con l'appoggio dell'esercito e dello S.H.I.E.L.D. I Vendicatori devono affrontare dei mandroidi ideati e addestrati da Tony Stark e si trovano in enorme difficoltà. Durante lo scontro, da un tombino esce un essere di nome Triton. Un'ora prima era emerso dal mare e a stento era riuscito a sfuggire prima agli addetti del porto e poi alle forze di polizia, gettandosi nelle fogne dopo essere stato ferito da un proiettile. Iron Man scarica tutta l'energia delle sue batterie sui mandroidi e riesce a metterli fuori uso senza ferire gli uomini all'interno. In quel momento i Vendicatori si accorgono di Triton. L'Inumano è venuto a cercare l'aiuto dei Fantastici Quattro, che però sono fuori città. Egli si rivolge allora ai Vendicatori: nel rifugio degli Inumani sull'Himalaya, Maximus il Matto, fratello del re degli Inumani, Freccia Nera, grazie ai suoi formidabili poteri mentali è riuscito a prendere il potere e ha inviato un raggio mnemonico a San Francisco, dove si trova Freccia Nera, che probabilmente ora vaga per la città privo di memoria. Thor conferma di aver già incontrato Freccia Nera. I Vendicatori si apprestano a partire per la California ma Visione ricorda loro i compagni ostaggi degli Skrull e li esorta a non abbandonarli per una nuova missione. I supereroi decidono di dividersi: Capitan America, Rick Jones e Golia si recano con Triton a San Francisco, mentre Visione, Thor e Iron Man si preparano a raggiungere Skrullos.
Nella città californiana una banda di malviventi vuole costringere Freccia Nera ad aiutarli a rapinare una banca ma il tempestivo intervento di Capitan America risolve facilmente la situazione. L'Inumano ha recuperato la memoria e, tramite Triton, prega i Vendicatori di tornare con lui sull'Himalaya. Al gruppo si unisce anche il piccolo Joey, che aveva accompagnato Freccia Nera durante l'amnesia senza conoscerne la vera identità.
Durante il volo, Freccia Nera ricorda gli inizi dell'incubo che ha travolto gli Inumani, quando scoprì un accordo tra Maximus e i Kree per il dominio della Terra. Vistosi smascherato, nel tentativo di far fuggire gli alieni, Maximus si lanciò contro con il fratello con furore; fu però Freccia Nera a perdere davvero il controllo: egli lanciò un grido roboante che sconvolse la mente di Maximus. I raggi mentali emessi da quest'ultimo investirono in pieno il disco volante dei Kree, che si schiantò sulla città uccidendo anche i genitori dei due Inumani. Fu allora che la follia si impadronì della mente di Maximus, ma anche Freccia Nera avrebbe voluto fuggire lontano e nascondersi dietro lo scudo della pazzia.
Alla base dei Vendicatori, nel frattempo, i mandroidi sono stati riattivati tramite un raggio laser e vengono comandati a distanza, ma non riescono a resistere alla forza di Iron Man. Dopo la vittoria, Visione comprende di essere in errore e propone ai compagni di aiutare Triton e solo in un secondo momento partire per lo spazio. Thor usa il potere di Mjolnir per trasportare gli altri Vendicatori fino ad Attilan ma la barriera di energia che protegge il rifugio risulta impenetrabile anche ai tre eroi. Proprio in quel momento arriva il Quinjet. Una sola parola di Freccia Nera è sufficiente per mandare in frantumi la barriera. Le orde di Inumani agli ordini di Maximus si riversano contro i Vendicatori ma prima che gli eventi volgano al peggio, con un lieve bisbiglio Freccia Nera rompe il controllo mentale di Maximus e fa ricordare ai conterranei che è lui il legittimo re. Gli Inumani riacquistano i ricordi e, furiosi con Maximus per aver accolto i Kree, si rivoltano contro il palazzo reale. Thor abbatte il muro dell'edificio e i Vendicatori possono entrare. Durante la battaglia Rick viene catturato dai Kree e trascinato sulla loro navetta. Maximus è ormai sconfitto e lo shock subito lo fa impazzire di nuovo, rendendolo inoffensivo. Freccia Nera è rattristato dalla consapevolezza di essere in parte responsabile della follia del fratello e si allontana con Joey per tornare in America.
I Vendicatori si apprestano ora ad accorrere in aiuto dei compagni prigionieri degli Skrull.

### La galassia di Andromeda
Il Quinjet raggiunge la nave spaziale di Nick Fury, il quale, contravvenendo agli ordini di Craddock, affida ai Vendicatori una navetta spaziale per raggiungere il pianeta Skrullos. Mentre viaggiano a velocità incredibile grazie a Mjolnir, si imbattono in una flotta dell'armata imperiale degli Skrull. Anche l'Infra-Raggio di Identificazione Spaziale (I.R.I.S.) degli alieni individua la navetta dei Vendicatori: gli Skrull sono sorpresi di essere attaccati da una sola unità ma un controllo con il magno-raggio sembra rivelare una vasta flotta nemica. L'imperatore Skrull ordina dunque una ricognizione per capire con esattezza l'entità delle forze avversarie. In realtà si è trattato solo di un trucco dei Vendicatori, che decidono di distruggere la nave aliena nella speranza di indurre le truppe avversarie ad allontanarsi. Thor e Iron Man riescono a bloccare i primi attacchi. Visione e Thor, raggiunti poi da Capitan America e Iron Man, assaltano la nave Skrull, mentre Golia, che ha ormai terminato il siero di Pym, rimane sul suo velivolo a tenere d'occhio il resto della flotta aliena.
L'imperatore compare sul monitor della sala comandi e si rivolge direttamente ai Vendicatori: egli mostra loro Mar-Vell, che all'interno di una nega-sfera sta costruendo il proiettore omni-onda per gli Skrull nella speranza di riuscire a salvare Quicksilver e Scarlet. Quando le guardie cercano di afferrarlo, però, le loro mani stringono il vuoto: sfruttando l'omni raggio Mar-Vell ha creato una immagine di sé per potersi allontanare senza essere visto. Il guerriero Kree stordisce le due guardie e risveglia gli amici. L'imperatore riesce a ergere uno schermo d'energia protettivo e ordina al comandante Kalxor sulla nave ammiraglia di eseguire il piano Delta. L'ordine viene trasmesso alla nave beta-31. Improvvisamente Visione attacca Kalxor e lo costringe a rivelare le coordinate del suo pianeta. Una capsula con una testata nucleare, però, si è staccata dalla nave madre e punta verso la terra, pronta a seminare morte e distruzione. Capitan America informa Golia del pericolo, in modo che l'eroe possa intervenire. Golia atterra sulla nave Skrull, mentre questa si accinge a entrare nell'iperspazio, e penetra nello scafo nemico.
Sul pianeta Hala, Rick Jones viene portato al cospetto di Ronan l'accusatore che gli mostra una moltitudine di vascelli galattici pronti a conquistare la Terra. Dopo aver più volte cercato di fuggire, il ragazzo viene rinchiuso insieme all'Intelligenza Suprema, legittimo governatore dei Kree: non un vero essere vivente ma la somma delle menti migliori nella storia dei Kree catalizzate in un'unica entità. Le onde mentali della Suprema Intelligenza, per quanto potenti, non riescono a oltrepassare lo scudo d'energia che protegge i cervelli dei Kree e degli Skrull delle caste superiori. La Suprema Intelligenza, quindi, ha indirizzato le proprie onde mentali nel vuoto, verso la Terra, dove indirettamente hanno causato la persecuzione di Mar-Vell e dei Vendicatori a opera di Craddock: è stata la Suprema Intelligenza a inviare a Rick il sogno che lo ha fatto scappare dall'aula del tribunale, a impedire a Mar-Vell di comprendere che la ragazza che lo stava aiutando era in realtà il Super-Skrull e a spingere un guerriero Kree a catturare Rick. All'improvviso, sempre per opera della Suprema Intelligenza, il ragazzo viene risucchiato in una specie di buco a mezz'aria e si ritrova di nuovo nella Zona Negativa, dove è ancora prigioniero Annihilus. L'alieno riconosce Rick e cerca di ucciderlo ma un raggio scaturisce dalla mente del ragazzo e colpisce Annihilus: questi viene scagliato lontano e Rick rimane solo con la sua angoscia a fluttuare nel vuoto.
Sul pianeta Skrull Quicksilver sta combattendo con gli alieni per dare modo a Wanda di liberare Mar-Vell dal trance, ma la donna non riesce a raggiungere il guerriero Kree all'interno della sfera di energia negativa. Mar-Vell ha cercato di sfruttare l'omni-onda per contattare Rick e i Vendicatori, ma con il solo risultato di rimandare il giovane nella Zona Negativa. L'eroe comprende che l'omni-onda è troppo pericolosa e nessuno dovrebbe usarla: distrugge lo strumento e la sfera di energia negativa si dissolve.

### Finale
Nella Zona Negativa nel frattempo Rick viene attratto dalla forza di gravità verso la regione esplosiva, dove ogni oggetto solido va in fumo. Il giovane non vuole però abbandonare la speranza. Così come si è salvato da Annihilus, cerca di sfruttare i poteri della sua mente per salvarsi e ci riesce: concentrandosi vince la forza di gravità e si allontana velocemente. All'improvviso si apre un portale ed egli vi si lancia tornando nella cella della Suprema Intelligenza.
Lo scettro di Ronin rivela uno strano flusso di energia provenire dalla stanza dove si trovano i due prigionieri e, temendo che la Suprema Intelligenza stia tramando qualcosa, invia dei soldati ad uccidere l'essere e il terrestre.
La Suprema Intelligenza esorta Rick a ricordare gli eroi della sua infanzia e a usare i poteri della mente per evocarli: ed ecco che nella stanza si materializzano i supereroi Golden Age: Capitan America, Namor, The Fin, Visione (Aarkus), Torcia Umana originale, Angelo (Thomas Halloway), Patriota (Jeff Mace) e Blazing Skull (Mark Todd). Essi combattono le truppe Kree senza fatica ma scompaiono prima di riuscire a ottenere la vittoria. La Suprema Intelligenza esorta Rick a riconcentrarsi; improvvisamente dal corpo del ragazzo scaturisce un raggio che si proietta attraverso il cosmo e raggiunge Quicksilver, Scarlet e Mar-Vell: gli Skrull, investiti dal raggio, si immobilizzano davanti ai Vendicatori perplessi. Anche Mar-Vell si blocca e sembra ri-trasmettere la luce che lo ha colpito: essa fuoriesce dal suo corpo in direzione dell'armata Skrull che si è mossa all'attacco della Terra. Tutti gli Skrull, quelli a bordo delle navicelle e quelli che stavano combattendo contro i Vendicatori, diventano immobili come statue di marmo. Capitan America e gli altri Vendicatori decidono allora di raggiungere la galassia Skrull. Anche i Kree che stavano attaccando Rick si bloccano. La Suprema Intelligenza mostra al giovane quello che sta succedendo sulla Terra: il raggio di luce emanato da Rick colpisce Craddock durante un comizio anti-alieni rivelando la sua vera identità, si tratta in realtà di uno Skrull. La folla inferocita lo uccide e si disperde.
La Suprema Intelligenza spiega che l'omni-onda di Mar-Vell ha dato vita al nuovo potere di Rick e che tutta la razza umana è destinata ad evolvere e a superare Kree e Skrull. Rick è sfinito e perde i sensi. La Suprema Intelligenza riesce a lacerare il tessuto spazio-temporale e a far materializzare i Vendicatori e Mar-Vell nella stanza. L'essere spiega che per poter salvare Rick Mar-Vell dovrà diventare di nuovo tutt'uno con lui, donandogli la sua intera forza vitale. Il guerriero accetta di sacrificarsi e si fonde con il ragazzo. È tempo che i Vendicatori tornino sul loro pianeta: Kree e Skrull sono di nuovo in pace, per quanto molto fragile, la Terra è salva e la Suprema Intelligenza è tornata a guidare il suo popolo.
Una volta rientrati a New York, i Vendicatori scoprono che non è stato il vero Craddock a sollevare la folla contro di loro, bensì uno Skrull, e che sono stati riabilitati. Solo allora si rendono conto che Golia non si era materializzato insieme a loro al cospetto della Suprema Intelligenza e che è rimasto nello spazio.

## Seguiti
Attraverso una retcon, un'altra storia fu aggiunta all'originale in New Avengers: Illuminati (Vol. 2) nn. 1-5 (febbraio 2007-gennaio 2008), in cui si narrano le avventure di una squadra formata da Iron Man dopo la guerra e costituita da Iron Man stesso, Freccia Nera, Mister Fantastic, Professor X, Namor e Dottor Strange, nella convinzione che tutti questi personaggi possedessero informazioni che avrebbero potuto evitare il coinvolgimento della Terra nella guerra, qualora essi avessero lavorato insieme. Il fascicolo n. 1 racconta l'infausto scontro del gruppo l'imperatore degli Skrull, Dorrek, appena dopo la guerra Kree-Skrull. Nel fascicolo n. 2, il gruppo raccoglie le sei Gemme dell'Infinito, e ognuna di esse viene affidata in custodia a un membro della squadra. Nel fascicolo n. 3, si scopre che il Arcano in realtà è un mutante membro degli Inumani. Nel fascicolo n. 4, il gruppo costringe il guerriero Kree Noh-Varr a cessare la guerra contro la Terra. Nel fascicolo n. 5, Iron Man porta nella squadra il cadavere di Elektra Skrull. Successivamente sono attaccati da un gruppo di Super-Skrulls, incluso quello che aveva impersonato Freccia Nera.
Operazione: Tempesta nella galassia è considerato da alcuni la continuazione delle vicende della Guerra Kree-Skrull, in quanto I Vendicatori vengono coinvolti in un nuovo conflitto tra I Kree e gli Shi'ar che culmina nella distruzione quasi totale delle forze Kree.

### Tie-in
La natura dello strano potere sviluppato da Rick alla fine della storia è rivelata in Avengers Forever, dove viene identificata come “Forza del Destino”, l'estrema manifestazione del potenziale umano. Altri Vendicatori manifestano lo stesso potere durante la crisi.
In Captain America Reborn, quando Capitan America viene fatto rimbalzare attraverso il tempo da un'arma ideata da Teschio Rosso, durante una breve visita al tempo della guerra Kree-Skrull, l'eroe coglie l'occasione di isolarsi con Visione dal conflitto per dare al compagno Vendicatore un messaggio. Visione cancella poi dalla memoria cosciente tale messaggio fino al momento giusto per rievocarlo, consentendo a Capitan America di comunicare con il presente senza cambiare la storia.

## Altri media
- Il produttore Kevin Feige ha confermato che, all'interno del Marvel Cinematic Universe, il film Captain Marvel sarà parzialmente basato sulla Guerra Kree-Skrull.